# Дюнан (пик)
Дюнан, или Дюнаншпитце (нем. Dunantspitze, англ. Peak Dunant), ранее называвшийся Остшпитце (нем. Ostspitze, Восточный пик) — пик высотой 4632 метра над уровнем моря в массиве Монте-Роза в Пеннинских Альпах в кантоне Вале, Швейцария. Пик Дюнан является второй по высоте вершиной Монте-Роза после пика Дюфур, и второй по высоте вершиной Швейцарии. Поскольку относительная высота вершины составляет всего 15 метров, пик Дюнан был включён только в расширенный список четырёхтысячников Альп в официальном рейтинге UIAA.

## Происхождение названия
Первоначально пик Дюнан и пик Дюфур были восточной и западной вершинами (Остшпице и Вестшпице) Горнехорна. Вестшпице был переименован в пик Дюфур в 1863 году в честь Гийома-Анри Дюфура — швейцарского офицера и основателя Швейцарского федерального топографического ведомства. Остшпице сохранял своё название до октября 2014 года, когда он был переименован в пик Дюнан. Переименование было приурочено к 150-летию Международного Комитета Красного Креста, одним из основателей которого был Анри Дюнан — швейцарский предприниматель и общественный деятель. Идея переименования была выдвинута президентом Швейцарии Дидье Буркхальтером и получила поддержку среди местного населения.

## Физико-географическая характеристика
Пик Дюнан расположен в массиве Монте-Роза на гребне, ведущем с запада на восток, между вершинами пик Дюфур и Гренцгипфель. Расстояние между вершинами пик Дюфур и пик Дюнан менее 100 метров, расстояние от пика Дюнан до границы с Италией, на которой находится вершина Гренцгипфель, около 50 метров.

## История восхождений
Первые альпинисты пытались достичь Горнехорн по северному склону по леднику Горнер (Gorner glacier) через перевал Сильберсаттель (Silbersattel), расположенный на высоте 4515 метров над уровнем моря. Этот путь был пройден впервые 12 августа 1847 года французскими профессорами М. Пусье и Э. Ординаре с проводниками И. Цумтаугвальдом, М. Цумтаугвальдом и Й. Мозером. Спустя ровно год, 12 августа 1848 года, проводники Й. Мадуц и М. Цумтаугвальд и швейцарец М. Ульрих предприняли очередную попытку восхождения. Ульрих был вынужден остановиться, не дойдя до вершины, но проводники продолжили путь, и достигли вершины, которая, как они решили, была Остшпитце. Попутно они установили рекорд по высоте восхождения для Швейцарии (предыдущий рекорд составлял 4563 метра и держался с 1820 года первовосходителями на Цумштайншпитце). Три года спустя, 22 августа 1851 года, другая группа альпинистов опять достигла вершины по тому же маршруту.
В 1891 году, В. А. Б. Кулидж, анализируя эти восхождения, пришел к выводу, что обе группы достигли вершины Гренцгипфель высотой 4618 метров, которая расположена в 50 метрах на восток от пика Дюнан. Это также было отражено в книге Готлиба Студера 1899 года. Кулидж утверждал, что первыми взошли на вершину братья К., Э. и Дж. Смиты, а также проводники У. Лаунер и И. и М. Цумтаугвальды. Они покорили вершину 1 сентября 1854 года, также взойдя на неё с Сильберсаттеля.
Современные исследователи склоняются к мнению, что первое восхождение было совершено 12 августа 1848 года. В качестве аргументов против версии Кулиджа упоминается путаница с измеренной высотой вершины, которая могла ввести его в заблуждение, а также присутствие М. Цумтаугвальда в каждом из восхождений, которые анализировал Кулидж.
23 июля 1872 года группа альпинистов в составе Ф. Имсенга, Г. Шпетсерхаузера, Дж. Оберто, К. и У. Пендлебури и Ч. Тэйлора прошла полный траверс горного гребня с вершинами Гренцгипфель — пик Дюнан — пик Дюфур.

## Маршруты восхождений
Классический маршрут восхождения начинается в коммуне Аланья-Вальсезия в Италии и проходит по юго-восточной стороне вершины через хижину Rifugio Regina Margherita на высоте 4554 метра над уровнем моря. Маршрут имеет категорию III по классификации UIAA (AD по классификации IFAS). Другой маршрут (имеющий такую же категорию сложности) начинается в деревне Церматт в Швейцарии и идёт по северному склону вершины через перевал Сильберсаттель и хижину Monte Rosahütte (2795 метров).